# Ansano Giovannelli
Ansano Giovannelli detto Ansanello (Murlo, 20 maggio 1858 – Siena, 12 settembre 1911) è stato un fantino italiano.

## Carriera
Nato a Vescovado, frazione di Murlo in provincia di Siena, Ansanello ha disputato il Palio di Siena in diciassette occasioni. Vinse due volte: per la Lupa nel 1889 e per la Tartuca nel 1895.
L'episodio più burrascoso legato alla sua carriera in Piazza del Campo è datato 16 agosto 1896, quando si rese protagonista di un celebre tradimento ai danni della propria Contrada. Quel giorno Ansanello corse il Palio per la Torre: giunto alla terza curva del Casato si fermò improvvisamente, fece passare la rivale Oca, scese da cavallo e si consegnò ai Carabinieri.
Il fantino venne naturalmente assalito dai torraioli inferociti, e fu costretto a "riparare" prima in caserma e poi, a notte fonda, presso il Convento dell'Osservanza. Il giorno seguente Ansanello lasciò il Convento per recarsi al sicuro in Chianti.
In seguito al suo comportamento, Ansanello venne squalificato per due anni.

## Presenze al Palio di Siena
Le vittorie sono evidenziate ed indicate in neretto.
| Palio             | Contrada | Cavallo                  |
| ----------------- | -------- | ------------------------ |
| 16 agosto 1877    | Onda     | Morello di D. Martini    |
| 16 agosto 1878    | Oca      | Morello di F. Fanetti    |
| 16 agosto 1880    | Nicchio  | Sauro di A. Franci       |
| 16 agosto 1889    | Lupa     | Sedan                    |
| 2 luglio 1890     | Nicchio  | Morello di A. Zampi      |
| 16 agosto 1890    | Oca      | Baio di D. Sampoli       |
| 2 luglio 1891     | Lupa     | Baio di G. Sampieri      |
| 16 agosto 1892    | Leocorno | Sauro di R. Capperucci   |
| 16 agosto 1894    | Tartuca  | Lampino                  |
| 2 luglio 1895     | Lupa     | Angiolusse               |
| 16 agosto 1895    | Tartuca  | Baio di A. Manetti       |
| 2 luglio 1896     | Civetta  | Baio di P. Bellocci      |
| 16 agosto 1896    | Torre    | Grigio di G. Mucciarelli |
| 2 luglio 1899     | Pantera  | Baio di N. Bianchi       |
| 9 settembre 1900  | Aquila   | Morello di U. Fregoli    |
| 2 luglio 1901     | Giraffa  | Sultana                  |
| 28 settembre 1902 | Onda     | Baio di P. Neri          |